# Procladius islandicus
Procladius islandicus är en tvåvingeart som först beskrevs av Maurice Emile Marie Goetghebuer och Carl Hildebrand Lindroth 1931.  Procladius islandicus ingår i släktet Procladius och familjen fjädermyggor.
Artens utbredningsområde är Island. Det är osäkert om arten förekommer i Sverige. Inga underarter finns listade i Catalogue of Life.